# 查抄舍利寺
查抄舍利寺是佛教徒危機之一，包括1963年8月21日午夜在越南共和國（南越）发生的一系列同步进行的袭击佛教寺院的行动。这次南越政府軍的袭击行動由天主教徒总统吴廷琰的胞弟吴廷瑈指挥，陸軍上校黎光松（Lê Quang Tung）帶領、南越特種部隊執行。其中最突出的袭击行动发生在首都西贡（今胡志明市）最大的寺院舍利寺，超过1,400名佛教徒被捕，被杀害或“失踪”者约有数百人。導致大多數信仰佛教的南越民情激憤。

## 美國反應
起初，美國方面試圖請求吳廷琰和佛教徒和解，但在查抄舍利寺事件後便不再信任吳廷琰政府，稱南越的襲擊行動是對和解政策承諾的違背。
8月24日，美國總統肯尼迪改變方針，美方向美國駐南越大使館發送了243号电报，由此改變了對吳廷琰的政策。該電報要求美國駐南越大使小亨利·卡波特·洛奇向吳廷琰政府施壓以撤換吳廷瑈，若吳廷琰拒絕，美方將扶植另一位南越領導人。而由於吳廷瑈被吳廷琰政府免職的可能性幾乎為零，這一電報意味著美國可能在南越發動政變。美國之音亦廣播了一則聲明，譴責吳廷瑈發動襲擊，並宣佈南越陸軍不承擔責任。楊文明等南越軍官意識到美方既不會反對政變，也不會制裁或停止援助，便於11月1日通過政變推翻吳廷琰政府，並於第二天殺死吳廷琰和吳廷瑈。